# チョン・ヘビン

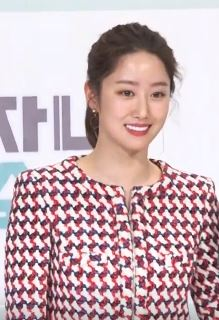
チョン・ヘビン

チョン・ヘビン（전 혜빈、全 慧彬、1983年9月27日 - ）は韓国の歌手、女優。身長165cm、体重43kg、血液型AB型。2002年、LUVのメンバーとしてデビューした。歌手で活動するときには、빈（ビン）が使われる。

## ディスコグラフィ
- 1集 - In My Fantasy
- Love Somebody

## 番組出演

### テレビドラマ
- サンドゥ、学校へ行こう!（2003年、KBS） - ユン・ヒソ役
- オンリー・ユー（2005年、SBS） - チャ・スジェ役
- 魔女ユヒ（2007年、SBS） - ナム・スンミ役
- 王と私（2007年-2008年、SBS） - ソリョン役
- オンエアー（2008年、SBS）
- 神の天秤（2008年、SBS） - ノ・セラ役
- 結婚できない男（2009年、KBS） - ファラン役
- 夜叉（2010年-2011年、OCN） - チョンヨン役
- 恋せよシングルママ（2011年、SBS） - チョ・ユンジョン役
- インス大妃（2011年-2012年、JTBC） - ユン・ソンイ役
- オフィスの女王（2013年、KBS） - クム・ビンナ役
- 朝鮮ガンマン（2014年、KBS） - チェ・ヘウォン役
- ヒーラー〜最高の恋人〜（2014年-2015年、KBS） - キム・ジェユン役
- また!?オ・ヘヨン 〜僕が愛した未来〜（2016年、tvN） - オ・ヘヨン役
- キャリアを引く女～キャリーバッグいっぱいの恋～（2016年、MBC） - パク・ヘジュ役
- 操作（2017年、SBS） - オ・ユギョン役
- ライフ・オン・マーズ（2018年、OCN） - チョン・ソヒョン役
- 僕が見つけたシンデレラ〜Beauty Inside〜（2018年、JTBC）
- ロマンスは計測不能（2018年、WEB） - ケ・スクチャ役
- がんばれ！プンサン（2019年、KBS） - イ・ジョンサン役
- レバレッジ（2019年、TV朝鮮） - ファン・スギョン役
- オー!マイベイビー（2020年、tvN） - カン・ヒョジュ役
- オーケー! グァン姉妹（2021年、KBS） - イ・グァンシク役

### バラエティ
- ジャングルの法則W(정글의 법칙 W)（2012年）[4]

## 映画出演
- 霊-リョン-（2004年）
- 高校教師 恋の教育実習（2005年）
- LUCK-KEY (2016年)
- がんばれ！チョルス (2019年）